# Anomala xestopyga
Anomala xestopyga är en skalbaggsart som beskrevs av Ohaus 1915. Anomala xestopyga ingår i släktet Anomala och familjen Rutelidae. Inga underarter finns listade i Catalogue of Life.